# وفقا لمرقص (رواية)
وفقاً لمرقص (بالإنجليزية: According to Mark)‏ هي رواية للكاتبة البريطانية بينيلوب ليفلي، نشرت عام 1984، عن دار نشر هاينيمان.